# Frank Dayton
Frank Dayton (Boston, 1865 – New York, 17 ottobre 1924) è stato un attore statunitense che lavorò nel cinema all'epoca del muto.

## Biografia
Nato presumibilmente nel 1865 a Boston, girò nella sua carriera durata sei anni, quasi 90 film. Esordisce sullo schermo nel 1911, a 46 anni, in un cortometraggio dell'Essanay Film Manufacturing Company, società per cui lavorò a lungo. Nel 1912, è protagonista - insieme a Francis X. Bushman - di The Fall of Montezuma dove interpreta la parte dell'imperatore Montezuma. Non essendo più giovanissimo, gli vengono riservati ruoli di caratterista in storie che abbisognano di qualche figura più o meno autorevole: si specializza in parti di genitori, prete, uomo d'affari. Ma anche prete, sceriffo o poliziotto.
Il suo ultimo film è Young Mother Hubbard di Arthur Berthelet, girato nel 1917.
Muore il 17 ottobre 1924 all'età di 59 anni a New York.

## Filmografia
- Fate's Funny Frolic, regia di R.F. Baker – cortometraggio (1911)
- The Dark Romance of a Tobacco Tin – cortometraggio (1911)
- Two Men and a Girl – cortometraggio (1911)
- He Fought for the U.S.A. – cortometraggio (1911)
- The Madman – cortometraggio (1911)
- The Goodfellow's Christmas Eve – cortometraggio (1911)
- Alias Billy Sargent – cortometraggio (1912)
- The Hospital Baby – cortometraggio (1912)
- The Melody of Love – cortometraggio (1912)
- The Little Black Box – cortometraggio (1912)
- Positive Proof – cortometraggio (1912)
- The Turning Point – cortometraggio (1912)
- The Loan Shark – cortometraggio (1912)
- Out of the Depths – cortometraggio (1912)
- Lonesome Robert – cortometraggio (1912)
- Napatia, the Greek Singer – cortometraggio (1912)
- The Eye That Never Sleep – cortometraggio (1912)
- The Passing Shadow – cortometraggio (1912)
- Signal Lights – cortometraggio (1912)
- Return of William Marr – cortometraggio (1912)
- Signal Lights – cortometraggio (1912)
- The Understudy, regia di Archer MacMackin – cortometraggio (1912)
- Her Hour of Triumph, regia di Archer MacMackin – cortometraggio (1912)
- The Return of Becky – cortometraggio (1912)
- Her Adopted Father – cortometraggio (1912)
- Back to the Old Farm – cortometraggio (1912)
- The Fall of Montezuma, regia di Harry McRae Webster – cortometraggio (1912)
- Sundered Ties, regia di Francis Ford (1912)
- A Little Louder, Please! – cortometraggio (1912)
- Ghosts (1912)
- The Redemption of Slivers – cortometraggio (1912)
- Not on the Circus Program – cortometraggio (1912)
- A Mistaken Calling – cortometraggio (1912)
- The Snare, regia di Theodore Wharton – cortometraggio (1912)
- The Warning Hand – cortometraggio (1912)
- The Letter – cortometraggio (1912)
- The Moving Finger – cortometraggio (1912)
- Chains, regia di  Archer MacMackin – cortometraggio  (1912)
- The House of Pride, regia di Jack Conway – cortometraggio (1912)
- The Iron Heel, regia di Archer MacMackin – cortometraggio (1912)
- The Supreme Test – cortometraggio (1912)
- The Error of Omission – cortometraggio (1912)
- The Virtue of Rags, regia di Theodore Wharton – cortometraggio (1912)
- The Cat's Paw – cortometraggio (1912)
- Jimmy – cortometraggio (1913)
- The Three Queens – cortometraggio (1913)
- The Swag of Destiny – cortometraggio  (1913)
- Billy McGrath on Broadway – cortometraggio (1913)
- The Spy's Defeat, regia di Harry McRae Webster – cortometraggio (1913)

- The Right of Way, regia di Archer MacMackin – cortometraggio (1913)

- The Prophecy – cortometraggio (1913)

- One Wonderful Night, regia di E.H. Calvert (1914)

- The Surprise of My Life – cortometraggio (1915)

- Miss Freckles, regia di Charles Ashley – cortometraggio (1915)

- Folly – cortometraggio (1916)

- Young Mother Hubbard, regia di Arthur Berthelet (1917)